# Lombers
Lombers – miejscowość i gmina we Francji, w regionie Oksytania, w departamencie Tarn.
Według danych na rok 1990 gminę zamieszkiwało 807 osób, a gęstość zaludnienia wynosiła 21 osób/km² (wśród 3020 gmin regionu Midi-Pireneje Lombers plasuje się na 407. miejscu pod względem liczby ludności, natomiast pod względem powierzchni na miejscu 179.).